# Исповедальные деньги
Исповедальные деньги (нем. Beichtgeld) — подарок, который исповедующийся передавал священнику после исповеди. Также встречаются названия исповедальный пфенниг (нем. Beichtpfennig) и исповедальный грош (нем. Beichtgroschen).
Исповедальные деньги в католической и протестантских церквях рассматривали как благодарность священнику от кающегося за его труд, часть заработка священнослужителя небогатых церквей.